# Ansfelden
Ansfelden is een gemeente in de Oostenrijkse deelstaat Opper-Oostenrijk, gelegen in het district Linz-Land. De gemeente heeft ongeveer 14.800 inwoners. In het dorp staat het Anton-Bruckner-Museum dat gewijd is aan de componist die hier is geboren.

## Geboren
- Anton Bruckner (4 september 1824- 11 oktober 1896), componist

## Geografie
Ansfelden heeft een oppervlakte van 31,41 km². Het ligt in het oosten van de deelstaat Opper-Oostenrijk, ten zuiden van de stad Linz.

## Stedenband
Ansfelden heeft een stedenband met:
- Condega (Nicaragua)

## Galerij

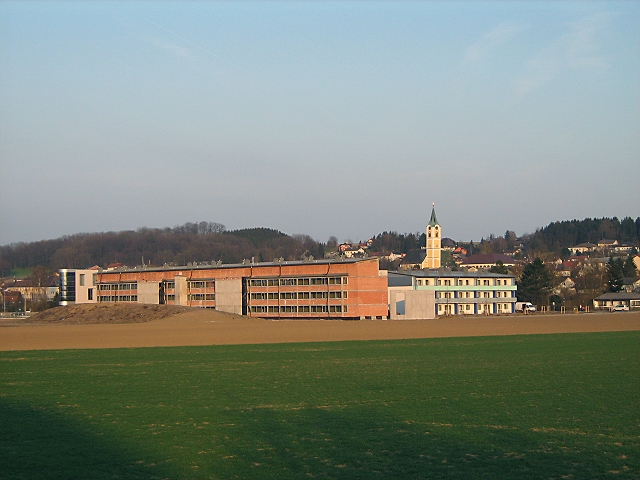
Ansfelden

Allhaming · Ansfelden · Asten · Eggendorf im Traunkreis · Enns · Hargelsberg · Hofkirchen im Traunkreis · Hörsching · Kematen an der Krems · Kirchberg-Thening · Kronstorf · Leonding · Neuhofen an der Krems · Niederneukirchen · Oftering · Pasching · Piberbach · Pucking · Sankt Florian · Sankt Marien · Traun · Wilhering
- Gemeinsame Normdatei: 4217817-4
- MusicBrainz: 883f8cc1-4f75-4a38-8809-5f746ac67ef2
- Virtual International Authority File: 239961412
- WorldCat: E39PCjwqF6kpfw7V87BTbcCt4y